# Marie Hammer

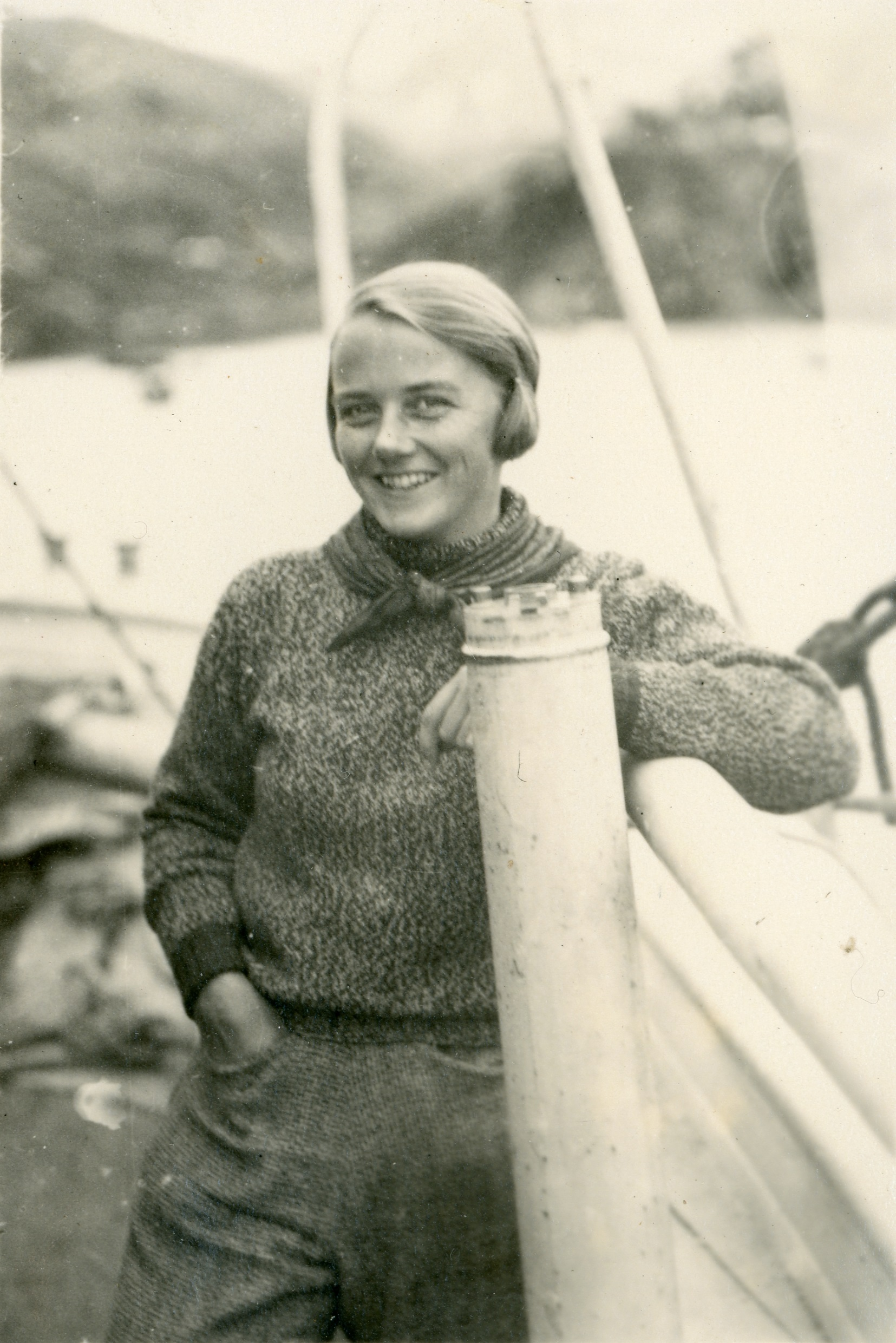
Marie Hammer, 1933

Marie Signe Jørgensen Hammer (* 20. März 1907 in Kopenhagen, Dänemark; † 25. Mai 2002 in Fredensborg Kommune, Dänemark) war eine dänische Zoologin und Entomologin. Sie entdeckte etwa 150 neue Gattungen und fast tausend neue Arten von Orbatiden und ihre Forschung unterstützte die Theorie der Verbreitung von Arten als Folge der Kontinentaldrift.

## Leben und Werk
Hammer war die Tochter von Niels Rasmussen Jørgensen (1879–1967) und Alma Kristine Rasmussen (1878–1960). Nach der Scheidung ihrer Eltern lebte sie bei ihrer Mutter auf einem Bauernhof in Nivå und besuchte das Rungsted-Gymnasium. Sie studierte ab 1926 Zoologie an der Universität Kopenhagen, wo sie 1932 einen Master-Abschluss erhielt. Bereits 1931 war Hammer mit ihrer Zwillingsschwester Aase Jørgensen nach Island gereist und 1933 nahm sie an Knud Rasmussens 7. und letzter Thule-Expedition nach Ostgrönland teil, um die Mikrofauna des Bodens zu untersuchen, insbesondere die Springschwänze (Collembolen) und die Hornmilben (Oribatei).
1936 heiratete sie den Zoologen Ole Hammer, mit dem sie vier Kinder bekam. Ihr Mann war von 1944 bis 1976 Leiter des Staatlichen Imkereiversuchs, wo er sich besonders stark für die Bekämpfung der Bienenpest sowie des übermäßigen Einsatzes bienenschädlicher Gifte in der Landwirtschaft einsetzte.
In den 1930er Jahren waren feste Forschungsstellen in Dänemark sehr selten und so arbeitete Hammer von 1934 bis 1937 zeitweilig am Staatlichen Pflanzenpathologischen Versuch zur Bekämpfung des Kleekäfers. Anschließend forschte sie bis 1948 für Staatliche Wildbiologische Studien und veröffentlichte über die Untersuchungen zu den Fressgewohnheiten des Haussperlings und des Feldsperlings. Nach 1948 hatte sie keine feste Anstellung.

## Forschungen zu Milben

Kontinentaldrift der letzten 250 Millionen Jahre

Hammer promovierte 1944 mit einer Dissertation über Springschwänze und Moosmilben im Boden Grönlands. Basierend auf ca. 150.000 Individuen klärte sie die ökologischen Bedingungen der Mikrofauna auf und hielt es für wahrscheinlich, dass die nachgewiesene Übereinstimmung mit der Fauna Nordeuropas und der Alpen durch die damals noch nicht akzeptierte Kontinentalverschiebungstheorie des Deutschen Alfred Wegener erklärt werden könne. Eine weitere Bestätigung ergab sich aus Material zu den beiden Tiergruppen, welches sie von 1948 bis 1949 in Kanada, in Alaska und in den Rocky Mountains sammelte. Ihre Reisen fanden immer mit begrenzten Stipendien- und Stiftungsmitteln mit geringem Budget statt, entweder allein oder mit dem Ehepartner oder einer der Töchter.
Nachdem sie für ein halbes Jahr in den Museen in Washington und Harvard Milben studiert hatte und einen Abstecher nach Mexiko unternommen hatte, segelte sie 1954 auf einem Frachtschiff nach Argentinien. Dort und in den Anden Boliviens und Perus sammelte sie Milben bis auf eine Höhe von 5500 m. Auf einer abgelegenen Wiese im Hochland von Argentinien entdeckte sie eine Moosmilbe, die sich später als völlig identisch mit Individuen aus kalten Quellen in z. B. Lappland herausstellte. Sie erklärte dies damit, dass die Art seit mehr als 200 Millionen Jahren unverändert überlebt hatte.
Nachdem sie 1956 ein Tagea-Brandt-Reisestipendium erhalten hatte, führte sie die nächste Reise 1957/58 über Bergstraßen durch Panama, Ecuador, Peru, Argentinien und Chile bis nach Feuerland, wobei sie 350 neuen Arten entdeckte. Vier Jahre später reiste sie über Hawaii und Fidschi nach Neuseeland und Neuguinea. Ihre Sammlungen zeigten, dass Neuseeland 18 Arten mit Südamerika gemeinsam besaß. Von 1969 bis 1970 reiste sie in Täler in Nordpakistan und durch Indonesien nach Tahiti, Tonga und West-Samoa und schließlich von 1973 bis 1974 nach Java (Insel) und Bali.
Auf ihren Reisen sammelte sie Orbatiden und in mehr als 40 Arbeiten, illustriert durch ihre eigenen ca. 5.000 Detailzeichnungen, beschrieb sie insgesamt 1.000 neue Arten und 150 neue Gattungen unter anderem in den biologischen Schriften der Society of Sciences. Bei der Verarbeitung ihres gesammelten Materials überzeugte sich Hammer immer mehr von der Richtigkeit der Theorie der Ausbreitung der Tiere durch die Bewegungen der Kontinente.
Sie und ihr Mann brachten wertvolle Gegenstände von ihren Reisen mit und schenkten 1976 dem Holstebro Museum eine bedeutende Sammlung peruanischer Keramik. 1961 kauften sie und ihr Ehemann einen Bauernhof in der Nähe von Fredensborg und legten einen Garten mit seltenen Bäumen und Kräutern an. Hammer starb 2002 und wurde auf dem Friedhof Asminderød in Fredensborg beigesetzt.
Die Schriftstellerin Eva Tind schrieb 2021 den Roman Kvinden der samlede verden, der die Lebensgeschichte von Marie Hammer erzählt.

## Auszeichnungen
- 1982: Weekendavisen-Literaturpreis für ihr Buch Forsker i fem verdensdele (Forscherin in fünf Kontinenten).

## Veröffentlichungen (Auswahl)
- Forsker i fem verdensdele : erindringer. Gyldendal, 1981, ISBN 978-87-00-77292-2.
- Investigations on the oribatid fauna of New Zealand (Det Kongelige Danske videnskabernes selskab. Biologiske skrifter, bd. 15, nr. 2), 1966.
- Collemboles and oribatids from the Thule District, North West Greenland and Ellesmere Island, Canada, (Meddelelser om Grønland, udgivne af Kommissionen for videnskabelige undersøgelser i Grønland), 1953.
- Tahiti: Investigation on the oribatid fauna of Tahiti, and on some oribatids found on the Atoll Rangiroa (Det Kongelige Danske videnskabernes selskab biologiske skrifter 19, 3). Munksgaard, 1972, ISBN 978-87-7304-000-3.